# Artur Mamcarz
Artur Jacek Mamcarz (ur. 30 lipca 1958 w Starachowicach) – polski lekarz internista i kardiolog, nauczyciel akademicki, profesor nauk medycznych.

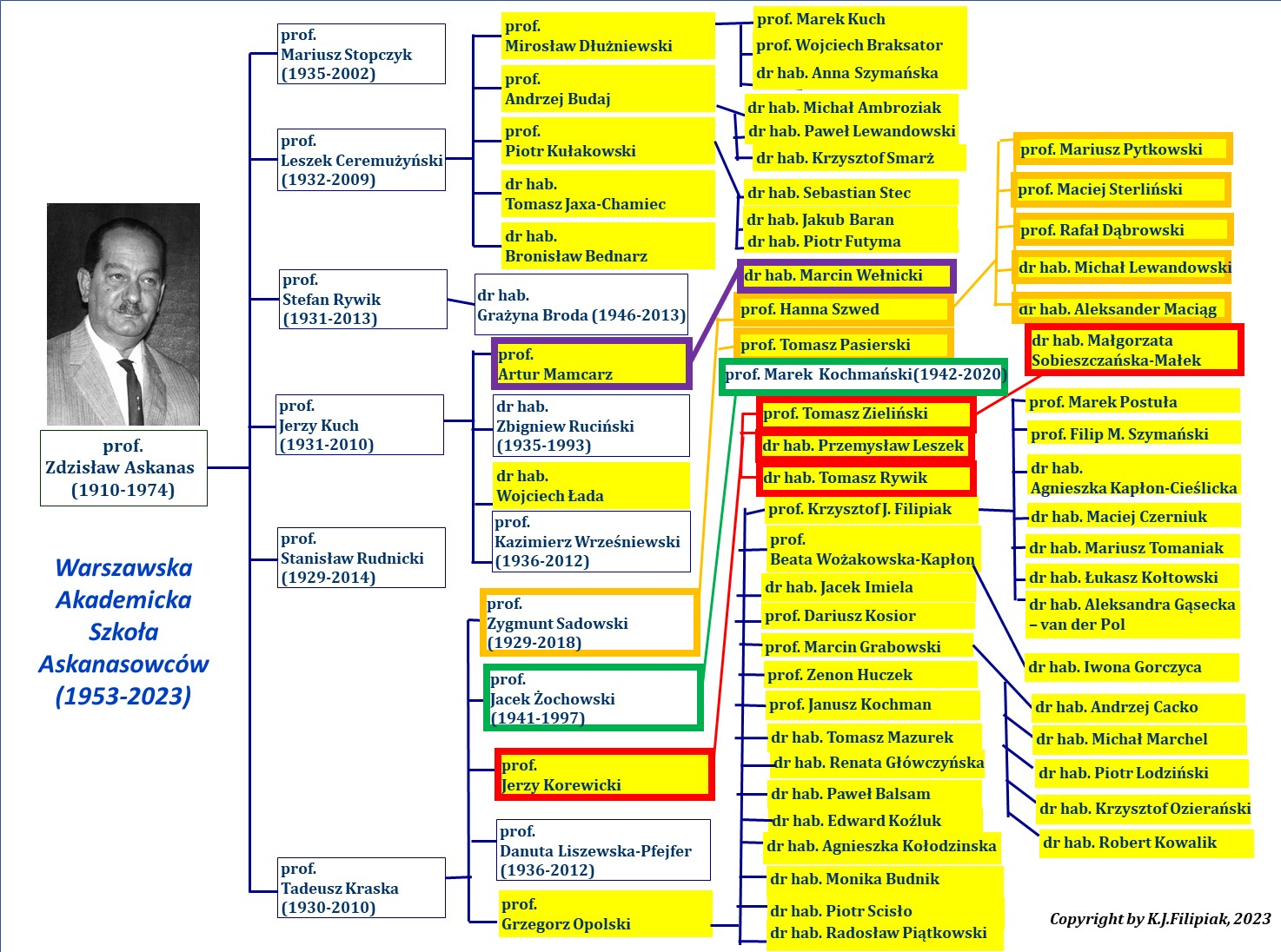
Drzewo genealogiczne przedstawicieli Warszawskiej Akademickiej Szkoły Kardiologii wywodzącej się od prof. Zdzisława Askanasa, do której należy prof. Artur Mamcarz

## Życiorys
W 1983 ukończył studia w Wydziale Lekarskim Akademii Medycznej w Warszawie. Specjalista chorób wewnętrznych (I stopień w 1987 i II stopień w 1990) i kardiologii.
Stopień doktora nauk medycznych uzyskał w 1988 w Akademii Medycznej w Warszawie na podstawie rozprawy pt. Nadciśnienie tętnicze graniczne. W 2001 w tej samej uczelni uzyskał stopień doktora habilitowanego na podstawie pracy pt. Nieme niedokrwienie – częstość występowania, uwarunkowania kliniczne i prognostyczne znaczenie w trzech grupach pacjentów. W 2015 otrzymał tytuł naukowy profesora.
Przez ponad 20 lat związany z Szpitalem Bródnowskim. Od 2006 Kierownik III Kliniki Chorób Wewnętrznych i Kardiologii II Wydziału Lekarskiego Warszawskiego Uniwersytetu Medycznego w Szpitalu na Solcu. W kadencji 2005–2008 i w kadencji 2012–2016 Prodziekan ds. Oddziału Fizjoterapii II Wydziału Lekarskiego Warszawskiego Uniwersytetu Medycznego. W kadencji 2016–2020 Prodziekan II Wydziału Lekarskiego ds. studentów IV–VI roku studiów.
Członek wielu towarzystw naukowych w tym m.in.:  Polskiego Towarzystwa Kardiologicznego, Polskiego Towarzystwa Badań nad Miażdżycą (członek Zarządu i Sekretarz Oddziału Warszawskiego), Europejskiego Towarzystwa Badań nad Miażdżycą oraz Europejskiego Towarzystwa Kardiologicznego. Członek Komisji Medycznej Polskiego Komitetu Olimpijskiego.
Autor lub współautor ponad 700 publikacji, w tym rozdziałów w książkach i monografii. Współredaktor wielu książek z zakresu kardiologii, a także materiałów multimedialnych, dotyczących diagnostyki i leczenia choroby niedokrwiennej serca. Do jego głównych zainteresowań naukowych należy medycyna sportowa. Jest twórcą i redaktorem naczelnym dwumiesięcznika Kardioprofil i członkiem zespołów redakcyjnych wielu czasopism medycznych.

## Odznaczenia
- Złoty Krzyż Zasługi[8]
- Srebrny Krzyż Zasługi
- Medal Komisji Edukacji Narodowej
- Brązowa Odznaka „Za Zasługi dla Sportu”
- Medal 90-lecia Polskiego Komitetu Olimpijskiego